# Maryam d'Abo
Pour les articles homonymes, voir d'Abo.
Maryam d'Abo est une actrice britannique, née le 27 décembre 1960 à Hammersmith (Londres). Elle a été James Bond girl dans Tuer n'est pas jouer en 1987. Elle y incarnait Kara Milovy. Elle est la cousine d'Olivia d'Abo.

## Biographie
Maryam d'Abo fut élevée entre Paris et Genève, ce qui explique son français impeccable : sa mère Nina Kvinitadzé, épouse d'Abo, est la fille du Commandant en chef de l'armée de la République démocratique de Géorgie, le général Guiorgui Kvinitadzé, tous deux réfugiés en France à partir de 1922. 
Passionnée par les films de James Bond, elle décide de devenir actrice à l'âge de 11 ans.
En 1980, Maryam revient à Londres pour y étudier l'art dramatique. Elle fait ses débuts sur les écrans en 1983 dans un film d'horreur à petit budget Xtro et dans des publicités.
En 1984, elle postule pour le rôle de Pola Ivanova dans Dangereusement vôtre mais c'est Fiona Fullerton qui est retenue. Son tour viendra deux ans plus tard car les producteurs de James Bond se souviennent d'elle.
En 1986, Maryam apparaît de façon très furtive dans la minisérie Si c'était demain. Elle y tient le rôle de la petite amie du personnage Jeff Stevens interprété par Tom Berenger. Dans le 3e épisode, on l'aperçoit rapidement sur la plage de Cannes en train de faire signe à Jeff Stevens occupé à courtiser Tracy Whitney interprétée par Madolyn Smith Osborne. Alors qu'elle est annoncée comme la prochaine James Bond girl, les téléspectateurs français la découvrent dans le téléfilm de  Jean-Daniel Verhaeghe : Les idiots  avec Jean Carmet et Jean-Pierre Marielle. 
Mais c'est le rôle de Kara Milovy dans le quinzième James Bond, Tuer n'est pas jouer, qui lui apporte la célébrité. Elle y incarne une violoncelliste tchécoslovaque assez vulnérable et naïve. Ce film reste son préféré. En septembre 1987, lors de la sortie du film au cinéma, elle pose dans le magazine Playboy. Un an plus tard, elle joue le rôle d'un alien dans la mini-série TV Le Monstre évadé de l'espace.
La carrière de Maryam se poursuit dans les années 1990 avec des films tels que Shootfighter:Fight to the Death, Tropical Heat ou Leon the Pig Farmer. Elle apparaît également dans des thrillers comme Stalked et Double Obsession en 1994 ainsi que dans Timelock, An American Affair et The Sea Change fin des années 1990.
En 2001, elle retrouve John Glen, le réalisateur des James Bond dans les années 1980, pour le film The Point Men avec Christophe Lambert. L'année suivante, Maryam tourne dans la série TV Doctor Zhivago puis elle interprète le rôle de la reine Hécube dans Hélène de Troie en 2003, toujours pour la télévision.
Parlant très bien le français, en 2003, elle participe aux côtés de Gérard Lanvin et Gérard Depardieu au film San-Antonio, dans le rôle de Margaux. Elle enchaîne avec le tournage d'un petit film d'horreur Trespassing la même année. En 2005, elle joue dans L'Enfer avec Emmanuelle Béart, Marie Gillain et Carole Bouquet.
En 2002, elle coécrit le livre sur les James Bond Girls intitulé Bond Girls Are Forever.
En novembre 2003, Maryam d'Abo épouse en grand secret le réalisateur britannique Hugh Hudson[réf. souhaitée].

## Filmographie

### Cinéma
- 1983 : Xtro, d'Harry Bromley Davenport : Analise Mercier
- 1984 : French Lover (Until September), de Richard Marquand : Nathalie
- 1985 : Now Voyager, de Storm Thorgerson : Petite amie du personnage principal
- 1985 : Soleil de nuit (White Nights), de Taylor Hackford : jeune femme française
- 1985 : Out of Africa (Out of Africa), de Sydney Pollack : femme versant le Champagne
- 1986 : Laughter in the Dark de Laszlo Papas : The sex-kitten seductress
- 1987 : Tuer n'est pas jouer (The Living Daylights) de John Glen : Kara Milovy
- 1991 : Immortal Sins, de Hervé Hachuel : Susan
- 1991 : Money de Steven Hilliard Stern : Sarah Walkins
- 1992 : Leon the Big Farmer de Jean Vadim et Gary Sinyor : Madeleine
- 1992 : Double Obsession d'Eduardo Montes-Bradley : Claire Burke
- 1993 : Shootfighter : Fight of the Death de Patrick Alan : Cheryl Walker
- 1993 : Tropical Heat de Jag Mundhra : Beverly
- 1993 : Tomcat : Dangerous Desires de Paul Donovan : Jacki
- 1994 : Les Leçons de la vie, de Mike Figgis : Diana
- 1994 : Traquée (Stalked), de Douglas Jackson : Brooke Daniels
- 1994 : Solitaire for 2, de Gary Sinyor : Caroline
- 1995 : Savage Hearts, de Mark Ezra : Béatrice Baxter
- 1996 : Timelock, de Robert Munic : Teegs
- 1997 : So This Is Romance?, de Kevin W. Smith : Sarah II
- 1997 : Liaisons scandaleuses : (An American Affair), de Sebastian Shah : Geneviève
- 1998 : The Sea Change, de Michael Bray : Alison
- 1998 : Spanish Fly, de Daphna Kastner : French Girls
- 2001 : Point Men, de John Glen : Francie Koln
- 2004 : San-Antonio, de Frédéric Auburtin : Margaux
- 2004 : Tresspasing, de James Merendino : Linda Bryce
- 2005 : L'Enfer, de Danis Tanović : Julie
- 2006 : The Prince and me 2 : The Royal Wedding, de Catherine Cyran (Vidéo) : La reine Rosalind
- 2009 : Le Portrait de Dorian Gray, de Oliver Parker : Gladys
- 2012 : Tigers de Danis Tanovic : Maggie
- 2014 : Madame Ida de Lisa Forrell  (court métrage) : Romayne
- 2016 : The Masterful Hermit de Reg Noyes (court métrage) : Voix
- 2016 : Altamira de Hugh Hudson : Elena
- 2020 : Last Words de Jonathan Nossiter

### Télévision
- 1983 : Arthur The King de Clive Donner : 2nd Court Lady
- 1984 : Master of the Game (Mini série) : Dominique Masson
- 1985 : Behind Enemy Lines (téléfilm) : Claudie DeBrille
- 1986 : Le Gentleman mène l'enquête ("Lime Street")  (épisode : "Swiss Watch and Wait")  : Marie
- 1986 : Si c'était demain ( If Tomorrow Comes) (série télévisée) 1 épisode : Solange
- 1987 : Les idiots (téléfilm) : Marie
- 1988-1989 : Le Monstre évadé de l'espace (Something is out there) : Ta'Ra (10 épisodes)
- 1989 : Pour l'amour d'une vampire (téléfilm) : Angélique
- 1990 : Not a Penny More, Not a Penny Less (téléfilm) : Anne Summerton
- 1990 : Les Cadavres exquis de Patricia Highsmith ("Chillers") (série télévisée) (épisode : Slowly, Slowly in the Wind") : Maggie
- 1990 : TECX (série télévisée) (épisode : "Previous Convictions") : Lauren
- 1992 : Arabesque ("Murder She Wrote") (série télévisée) (épisode : "The Monte Carlo Murders") : Barbara Calloway
- 1992 : Red Shoe Diaries (série télévisée) (épisode : "Another Woman's Lipstick")  : Zoe
- 1993 : Les Contes de la Crypte ("Tales from the Crypt") (série télévisée) (épisode : "Well Cooked Hams")  : Greta Kreutzel
- 1995 : Space Precinct (série télévisée) (épisode : "Takeover") : Cambria Elon
- 1998 : Les Nouvelles Aventures de Mowgli ("Mowgli: The New Adventures of the Jungle Book") (série télévisée) 3 épisodes : Elaine Bendel
- 2002 : Docteur Jivago ("Doctor Zhivago") (série télévisée) 3 épisodes : Amalia Guishar
- 2003 : Hélène de Troie ("Helen of Troy") (mini série) : La reine Hecuba
- 2007 : Doctor Who: The Monthly Adventures (série télévisée) (épisode : "Frozen Time") : Genevieve
- 2012 : 13 Steps Down (mini série) : Madame Odette
- 2015 : X Company  (épisode : "Kiss of death")  : Madame Sournis
- 2019 : Pandora  (épisode : "Time out of mind")  : Maya Fleming